# Núi lửa trên Io

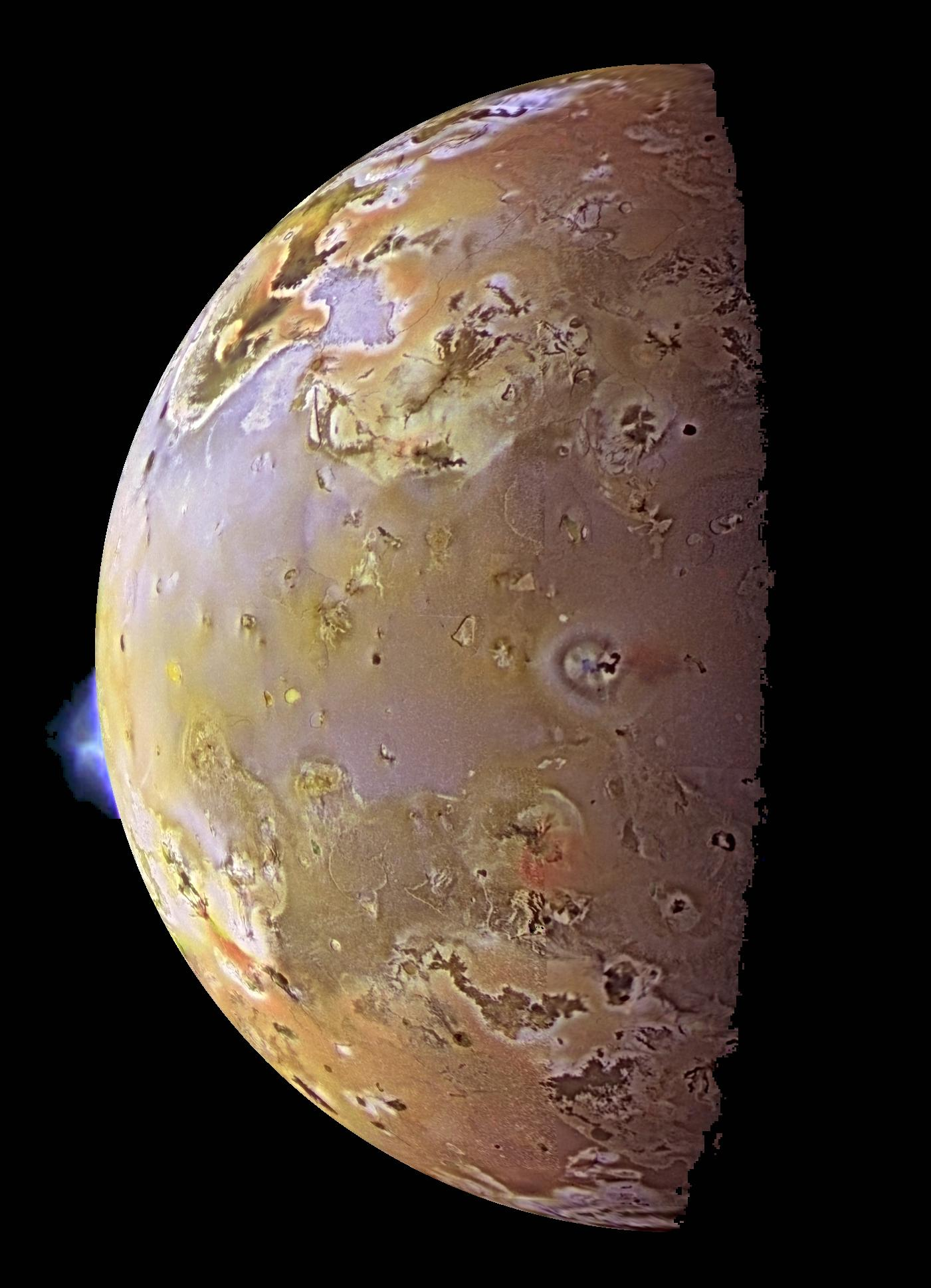
Io, với hai cột khói núi lửa trên bề mặt của nó.

Núi lửa trên Io, một vệ tinh tự nhiên của Sao Mộc, với số lượng lên đến hàng trăm, là hoạt động địa chất mạnh mẽ nhất trên thiên thể này, thường xuyên đưa các chất khoáng nóng chảy với nhiệt độ và áp suất cao lên bề mặt của thiên thể, đồng thời cung cấp vật chất cho khí quyển Io và từ quyển Sao Mộc.  Môn khoa học về núi lửa trên Io là môn nghiên cứu về các dòng chảy dung nham, các hố núi lửa và các hoạt động núi lửa trên bề mặt của Io. Hoạt động núi lửa của Io đã được phát hiện vào năm 1979, bởi Linda Morabito, người nghiên cứu các ảnh chụp từ Voyager 1. Các quan sát về Io bởi các tàu vũ trụ đi ngang qua (Voyagers, Galileo, Cassini, và New Horizons) và các đài thiên văn trên Trái Đất đã cho thấy hơn 150 núi lửa hoạt động. Tới 400 núi lửa được dự đoán là đang tồn tại trên Io, dựa vào những quan sát này. Hoạt động núi lửa của Io làm cho vệ tinh tự nhiên này trở thành một trong bốn thiên thể trong Hệ Mặt Trời được biết đến là đang có núi lửa hoạt động (ba thiên thể còn lại là Trái Đất, Enceladus - một vệ tinh tự nhiên của Sao Thổ - và Triton - vệ tinh tự nhiên của Sao Hải Vương).
Các nguồn nhiệt cung cấp năng lượng cho hoạt động núi lửa của Io, được tiên đoán lần đầu tiên vào thời gian ngay trước khi Voyager 1 bay ngang qua, đến từ nhiệt thủy triều do độ lệch tâm quỹ đạo lớn của Io. Đây là nguồn nhiệt khác hẳn với địa nhiệt của Trái Đất, sinh ra  chủ yếu là từ hoạt động phân rã đồng vị phóng xạ và nguồn nhiệt nguyên thủy. Quỹ đạo lệch tâm lớn của Io dẫn đến khác biệt về lực hút của Sao Mộc lên nó ở cận điểm so với viễn điểm quỹ đạo, khiến cho bướu thủy triều của Io ở cận điểm và viễn điểm là khác nhau. Như vậy, Io biến dạng liên tục khi di chuyển trên quỹ đạo, và sự biến dạng này gây ra ma sát, sinh ra nhiệt trong lòng của nó. Nếu không có nhiệt thủy triều, Io có thể sẽ tương tự như Mặt Trăng, một thiên thể có kích cỡ và khối lượng tương đương, với hoạt động địa chất đã ngừng và bề mặt lỗ chỗ các hố thiên thạch.
Hoạt động núi lửa của Io đã dẫn đến sự hình thành của hàng trăm tâm núi lửa và các cấu trúc dung nham rộng lớn, làm cho nó trở thành thiên thể có hoạt động núi lửa mạnh mẽ nhất trong Hệ Mặt Trời. Ba kiểu phun trào núi lửa khác nhau đã được xác định, khác nhau về thời gian, cường độ và tốc độ tràn dung nham, và vị trí phun trào (có xảy ra trong vùng lõm núi lửa hay không). Các dòng dung nham trên Io, với chiều dài từ hàng chục đến hàng trăm cây số, có thành phần chủ yếu là bazan, tương tự như dung nham trên Trái Đất tại các núi lửa hình khiên như Kīlauea ở Hawaii. Mặc dù hầu hết các dung nham trên Io cấu tạo từ bazan, một vài dòng dung nham chứa lưu huỳnh và lưu huỳnh dioxide đã được quan sát thấy. Ngoài ra, nhiệt độ phun trào có thể lên tới 1.600 K (1.300 °C; 2.400 °F), nhiệt độ cao này có thể được giải thích bởi sự phun trào dung nham siêu mafic silicat nhiệt độ cao.
Do sự hiện diện của lượng lớn vật liệu lưu huỳnh trong lớp vỏ và trên bề mặt của Io, một số vụ phun trào đẩy lưu huỳnh, khí lưu huỳnh dioxide, và tephra lên độ cao tới 500 kilômét (310 mi) vào không gian, tạo ra các cột khói núi lửa hình ô dù. Các vật chất được phun ra tạo nên màu sắc cho địa hình xung quanh - gồm các màu đỏ, đen, và/hoặc trắng - đồng thời cung cấp vật liệu cho bầu khí quyển mỏng của Io và từ quyển Sao Mộc. Các tàu vũ trụ bay qua Io từ năm 1979 đã quan sát thấy nhiều thay đổi bề mặt của Io do hoạt động núi lửa.

## Lịch sử khám phá

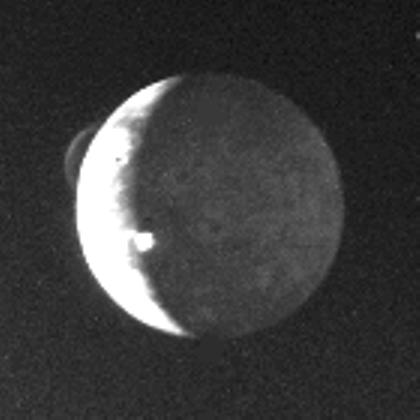
Hình ảnh đầu tiên chụp núi lửa đang hoạt động trên Io. Các cột khói của Pele và Loki có thể được nhìn thấy ở đường chân trời và ở biên giới giữa nửa sáng và nửa tối.

Trước khi Voyager 1 đến Io vào ngày 5 tháng 3 năm 1979, Io đã được cho là một thế giới chết như Mặt Trăng. Việc khám phá ra một đám mây natri xung quanh Io đã dẫn đến giả thuyết rằng vệ tinh tự nhiên này được bao phủ trong evaporit.
Những gợi ý cho các khám phá ban đầu đến từ các ảnh chụp hồng ngoại bởi các đài thiên văn trên Trái Đất trong những năm 1970. Một thông lượng nhiệt nhiều bất thường, so với những vệ tinh Galileo khác, đã được phát hiện trong các phép đo ở bước sóng hồng ngoại 10 μm khi Io nằm trong bóng tối của Sao Mộc. Vào thời gian của phát hiện này, thông lượng nhiệt cao được giả định là do bề mặt có nhiệt dung riêng cao hơn Europa vàGanymede. Tuy nhiên, các kết quả đo ở bước sóng 20 μm lại cho thấy Io có bề mặt với các đặc tính tương tự như các vệ tinh khác. Điều này dẫn đến kết luận sơ bộ là thông lượng nhiệt cao ở bước sóng ngắn là do sự kết hợp của hoạt động núi lửa trên Io và nhiệt lượng từ Mặt Trời, trong đó Mặt Trời cung cấp một lượng nhiệt lớn hơn ở bước sóng dài hơn. Phát xạ  nhiệt của Io được quan sát thấy là mạnh bất thường ở 5 μm vào ngày 20 năm 1978 bởi Witteborn, et al. Nhóm tác giả này giả định hoạt động núi lửa gây ra phát xạ nhiệt này, trong trường hợp đây đúng là hoạt động núi lửa thì các dữ liệu cho thấy vùng hoạt động núi lửa rộng khoảng 8.000 kilômét vuông (3.100 dặm vuông Anh) và có nhiệt độ 600 K (300 °C; 600 °F). Tuy nhiên, các tác giả đã coi là giả thuyết này ít có khả năng xảy ra, và tập trung vào giả thuyết về sự tương tác giữa Io và từ quyển Sao Mộc.
Ngay trước khi Voyager 1 bay qua Io, Stan Peale, Patrick Cassen và R. T. Reynolds đã công bố một bài báo trên tạp chí Science dự đoán về  bề mặt của Io bị thay đổi nhiều do hoạt động núi lửa và lõi của Io bị phân tách thành nhiều tầng, có tầng lõi đá ở trong cùng, chứ không phải là một lõi đồng nhất. Dự đoán này dựa trên mô hình trong đó có một lượng nhiệt lớn được sinh ra bởi thay đổi lực thủy triều của Sao Mộc lên Io do quỹ đạo có độ lệch tâm lớn của Io. Các tính toán của họ cho thấy lượng nhiệt sinh ra cho một Io với lõi đồng nhất sẽ gấp ba lần nhiệt tạo ra bởi phân rã đồng vị phóng xạ. Hiệu ứng này sẽ còn lớn hơn với Io có lõi được tách thành nhiều tầng.

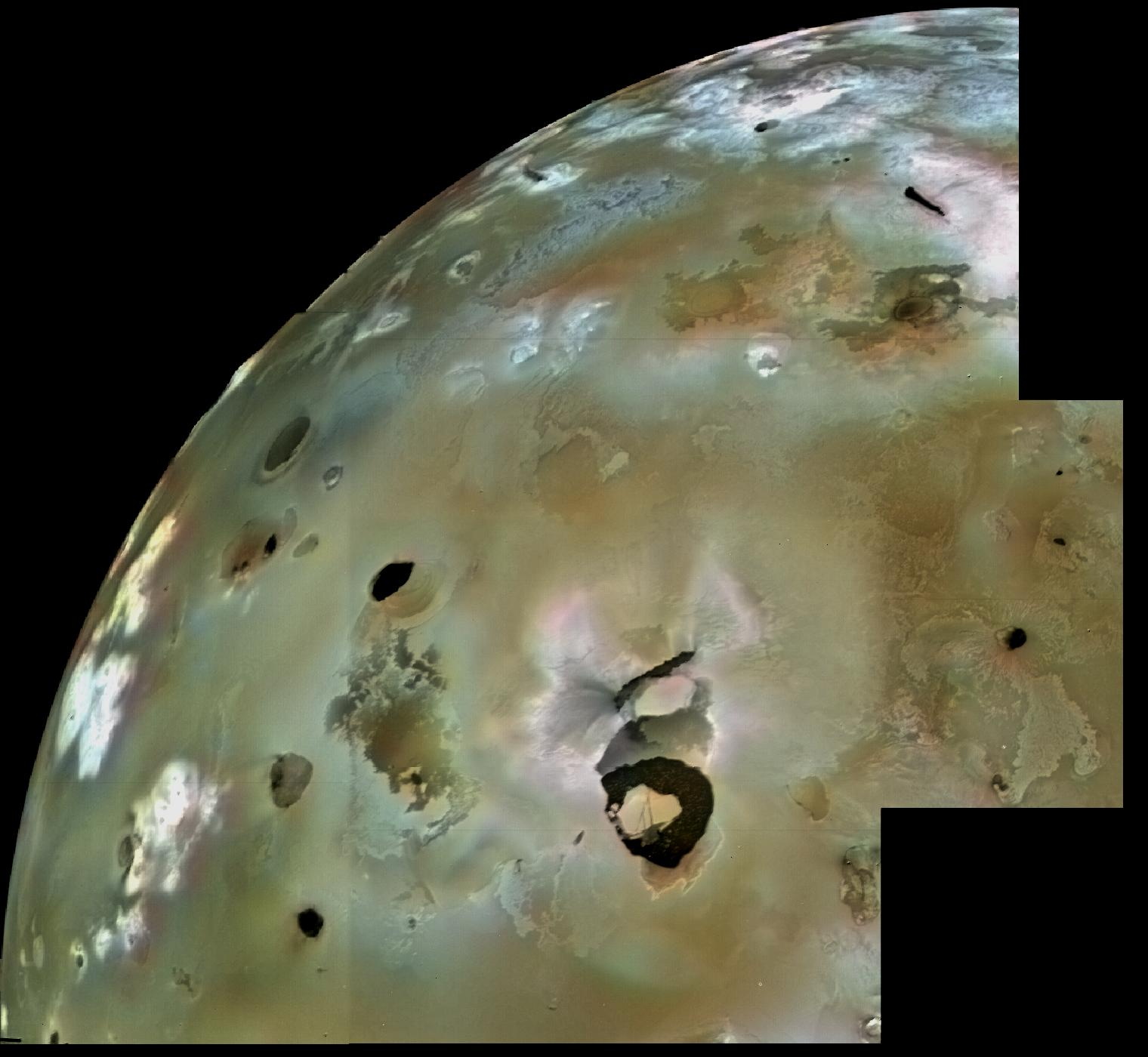
Ảnh chụp Loki Patera từ Voyager 1 cho thấy các dòng dung nham và hố núi lửa.

Những hình ảnh đầu tiên chụp Io từ Voyager 1 cho thấy bề mặt không có các hố va chạm, đặc điểm của một  bề mặt rất trẻ. Các hố va chạm được sử dụng bởi các nhà địa chất để ước tính tuổi của một bề mặt hành tinh; số hố va chạm tăng theo tuổi của bề mặt hành tinh. Thay vào đó, các hình ảnh từ Voyager 1 cho thấy bề mặt nhiều màu sắc, có nhiều chỗ lõm bất thường không có đặc tính của hố va chạm (là vành miệng hố cao lên). Voyager 1 cũng cho thấy các dòng chảy được hình thành bởi chất lưu có độ nhớt thấp, cùng những ngọn núi cao cô lập nhưng lại không giống núi lửa trên Trái Đất. Bề mặt quan sát được cho thấy là đã bị thay đổi nhiều bởi hoạt động núi lửa, giống như giả thuyết mà Peale và các đồng nghiệp đã đưa ra.
Vào ngày 8 tháng 3 năm 1979, ba ngày sau khi đi qua Sao Mộc, Voyager 1 chụp ảnh các vệ tinh tự nhiên của Sao Mộc để giúp những người điều khiển Voyager 1 xác định vị trí của con tàu này một cách chính xác, theo một quy trình được gọi là định hướng quang học. Khi thực hiện việc xử lý hình ảnh của Io để nâng cao mức độ khả kiến của nền sao, kỹ sư định hướng tàu Linda Morabito tìm thấy một đám mây cao tới 300 kilômét (190 mi) của Io ở gần đường chân trời trên ảnh chụp. Lúc đầu, cô đã nghi ngờ hình ảnh đám mây thực ra chỉ là hình ảnh của một vệ tinh tự nhiên khác của Sao Mộc ở phía sau Io, nhưng không vệ tinh với kích thước phù hợp nào đã ở vị trí đó. Đám mây này sau đó  đã được xác định là một cột khói tạo bởi núi lửa đang hoạt động ở một vùng lõm tối sau này được đặt tên là Pele. Sau phát hiện này, bảy cột khói khác đã được xác định trong các ảnh chụp Io trước đó của Voyager. Kết quả đo bức xạ nhiệt từ nhiều nguồn quan sát khác cũng đã được thực hiện, cho thấy quá trình dung nham nguội dần. So sánh các hình ảnh Io thu được bởi Voyager 2 bay qua bốn tháng sau đó cho thấy bề mặt đã bị thay đổi, với các cột khói mới ở vùng mà sau này được đặt tên là Aten Patera và Surt.

## Nguồn nhiệt

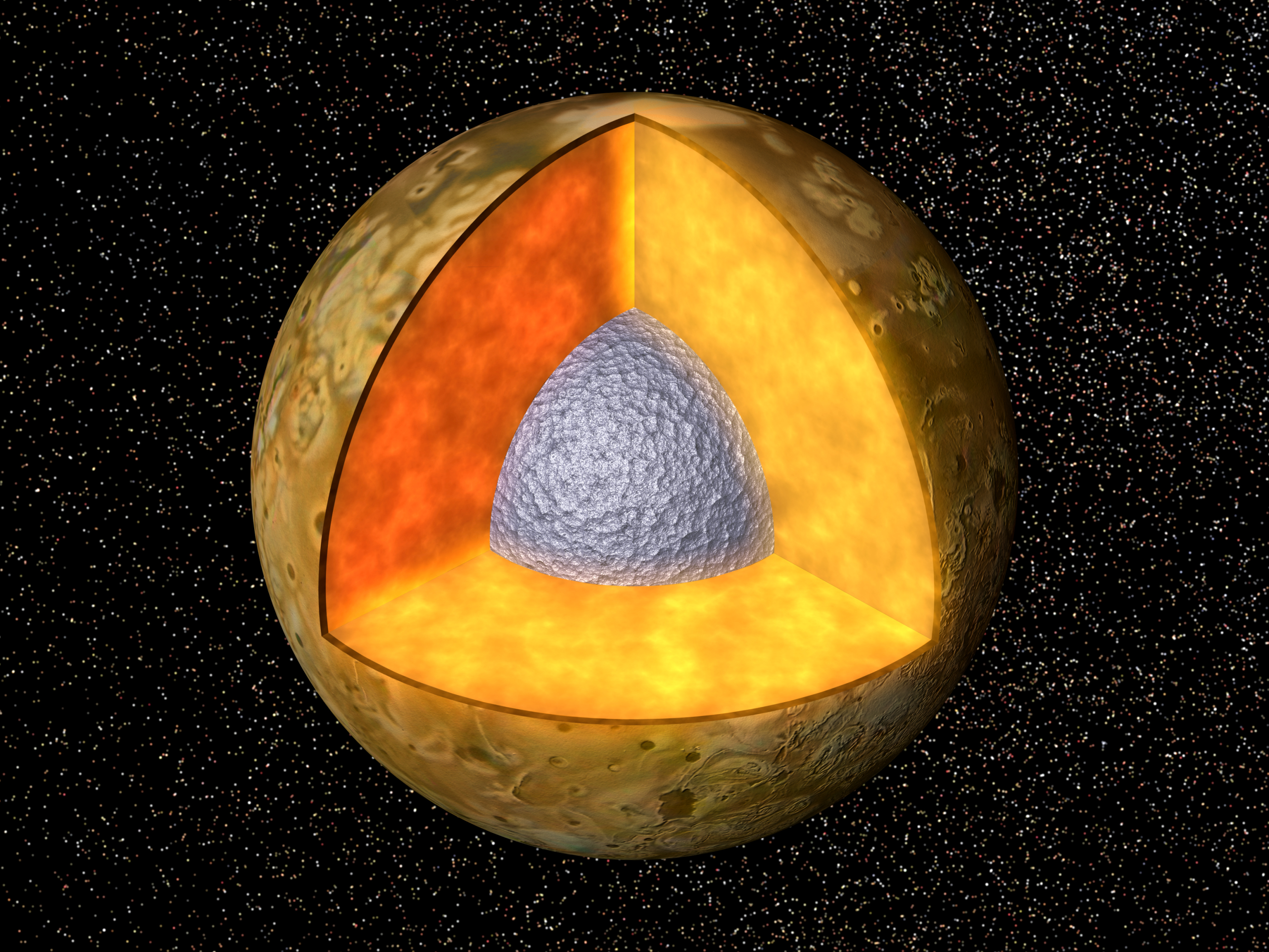
Mô hình lõi Io, cho thấy một phần lõi được duy trì ở trạng thái nóng chảy bởi nhiệt thủy triều, phần màu cam trên hình.

Lực thủy triều nhào bóp Io khi nó di chuyển trên quỹ đạo, gây ra ma sát làm nóng chảy lõi Io. Các mũi tên xanh chỉ vận tốc góc của Io trên quỹ đạo, nhanh hơn ở cận điểm, và chậm hơn ở viễn điểm.

Hoạt hình minh họa một cách phóng đại biến dạng của Io khi di chuyển trên quỹ đạo.

## Thành phần

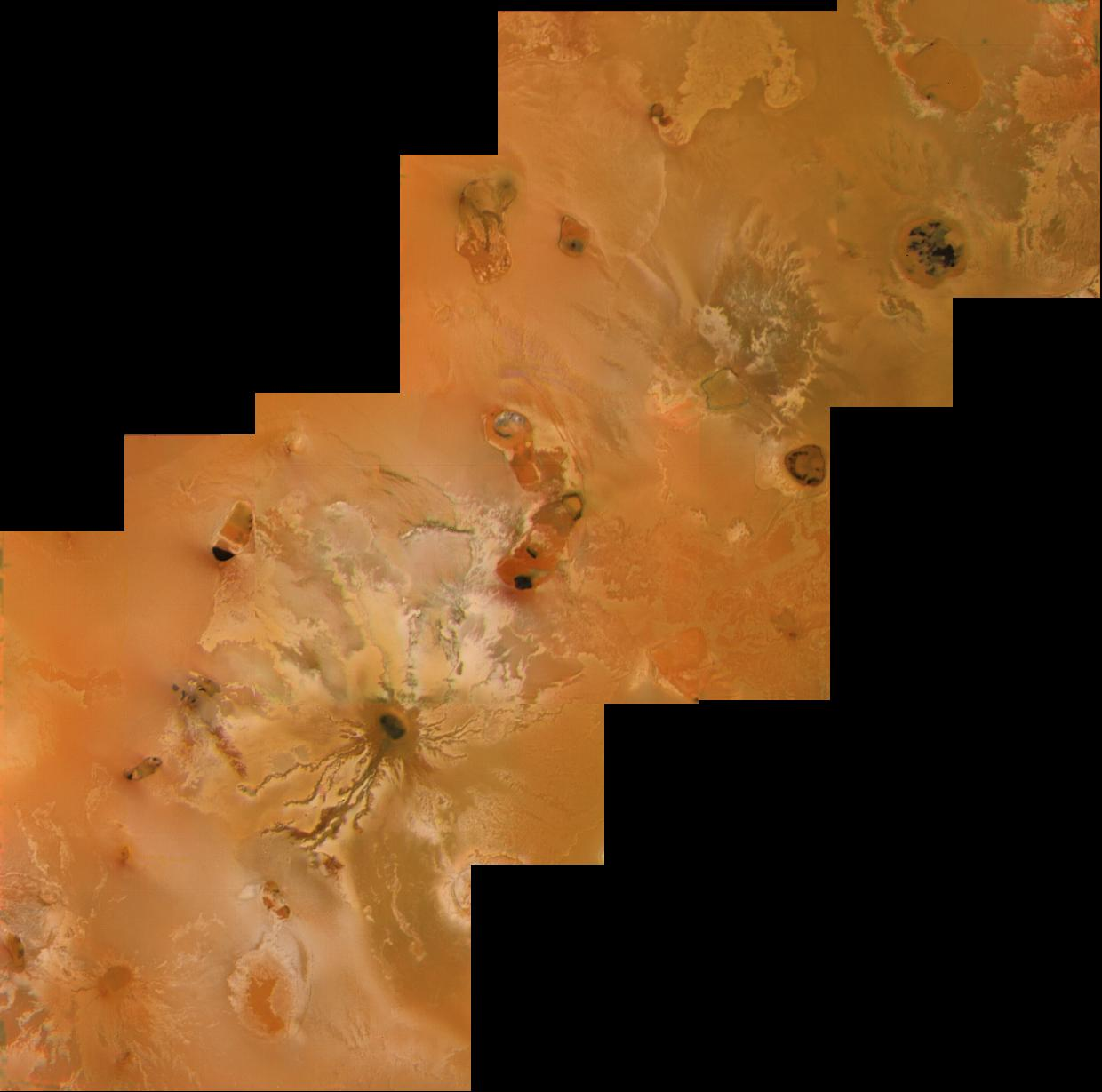
Hình ảnh của Voyager 1 chụp các hố núi lửa và dòng dung nham gần Ra Patera.

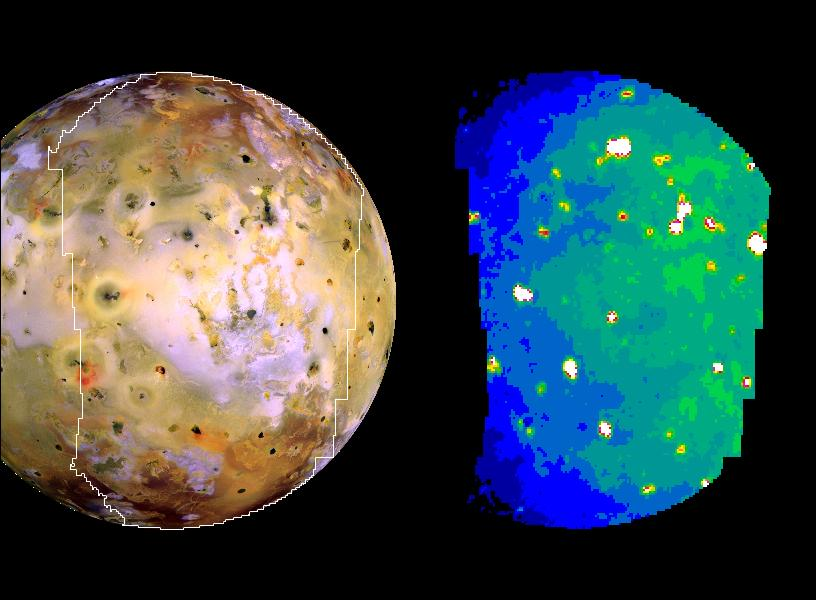
Bản đồ phát xạ nhiệt của Io đo bởi Galileo.

### Phun trào trong vùng lõm

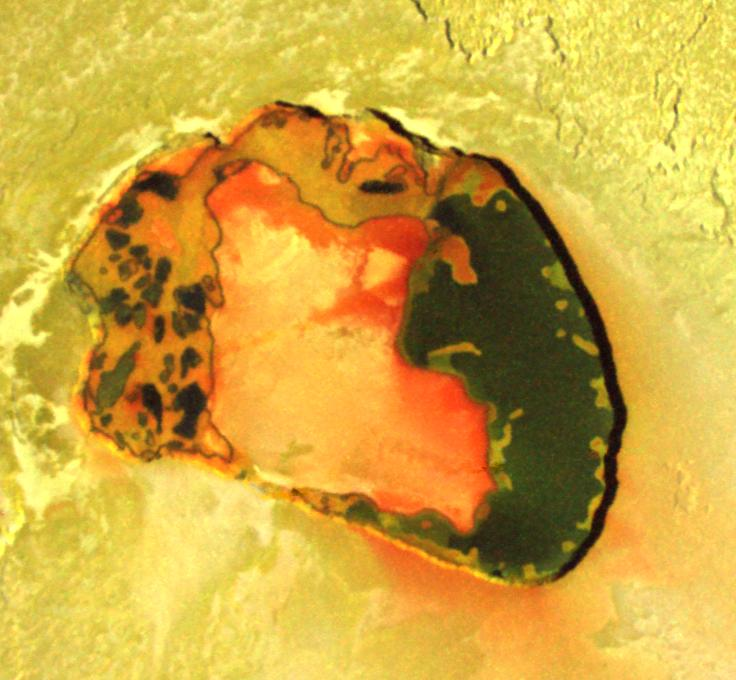
Tupan Patera, một ví dụ về một vùng lõm núi lửa.

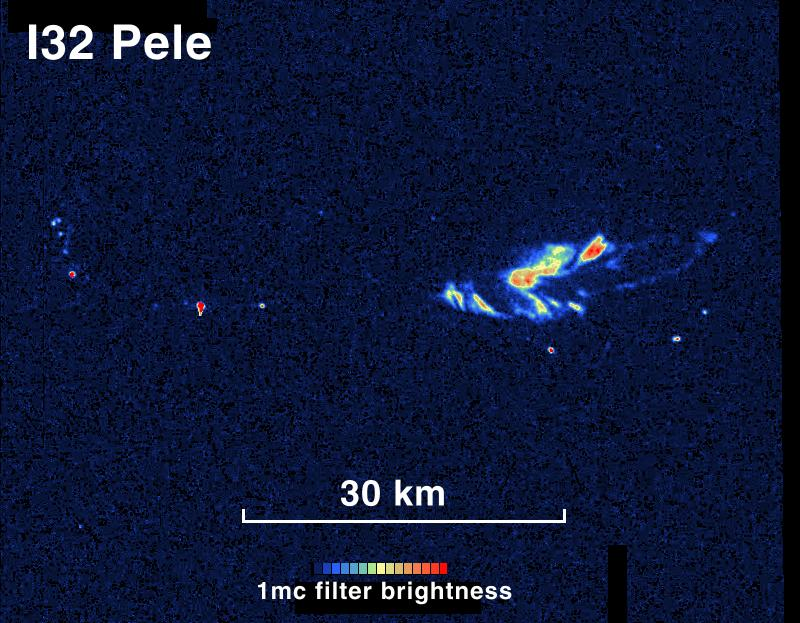
Hình ảnh hồng ngoại cho thấy bức xạ nhiệt vào ban đêm từ hồ dung nham Pele.

### Phun trào kiểu chảy (kiểu Prometheus)

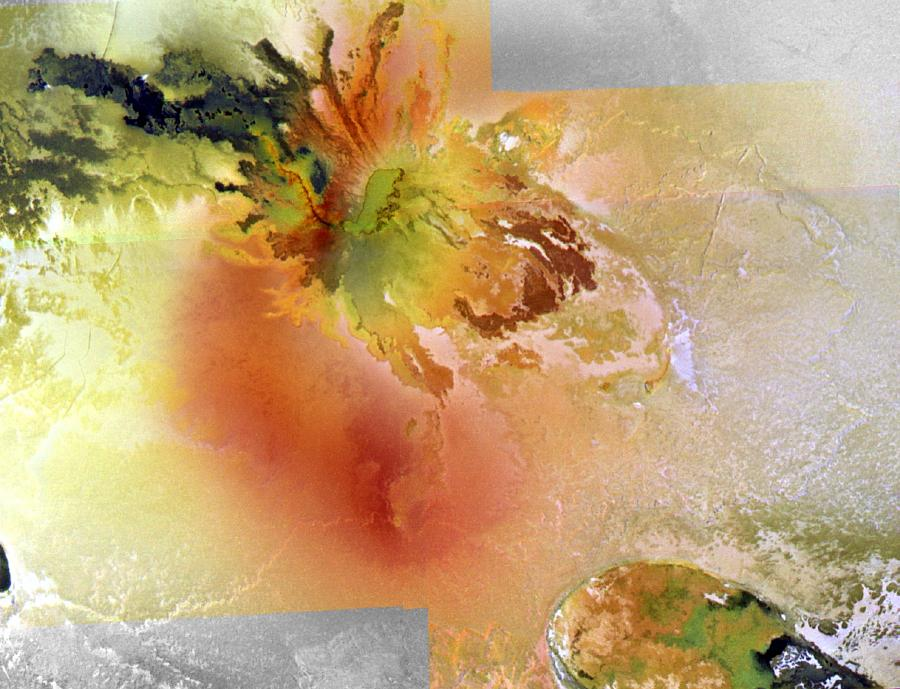
Culann Patera, một ví dụ về một vụ phun trào kiểu chảy.

### Phun trào kiểu nổ (kiểu Pillan)

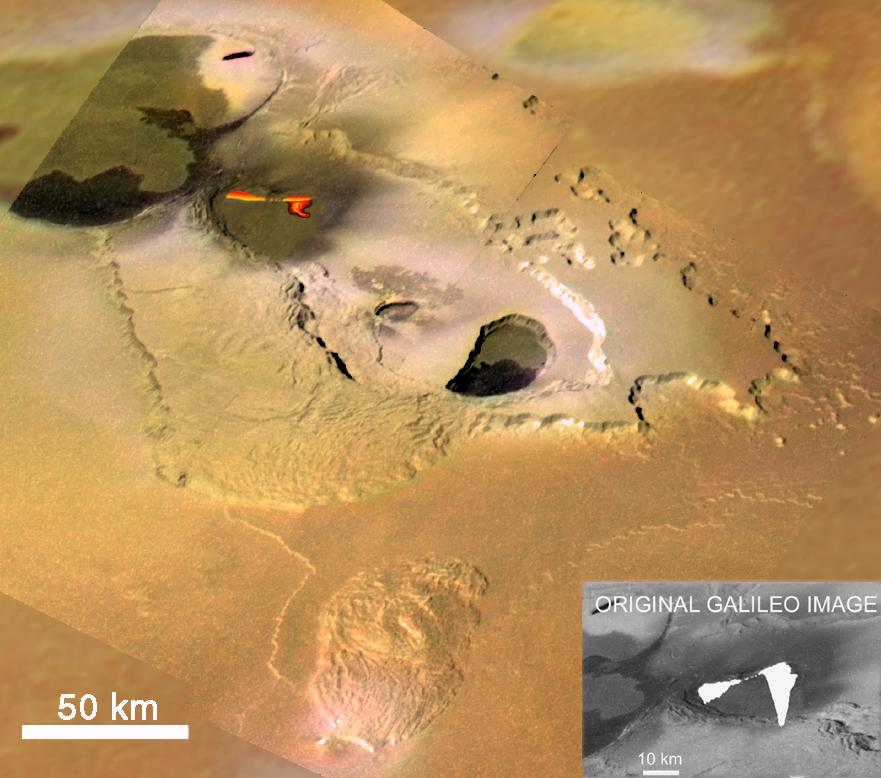
Hình ảnh các dòng dung nham và đài phun đang hoạt động ở Tvashtar Paterae, chụp bởi tàu Galileo vào năm 1999.

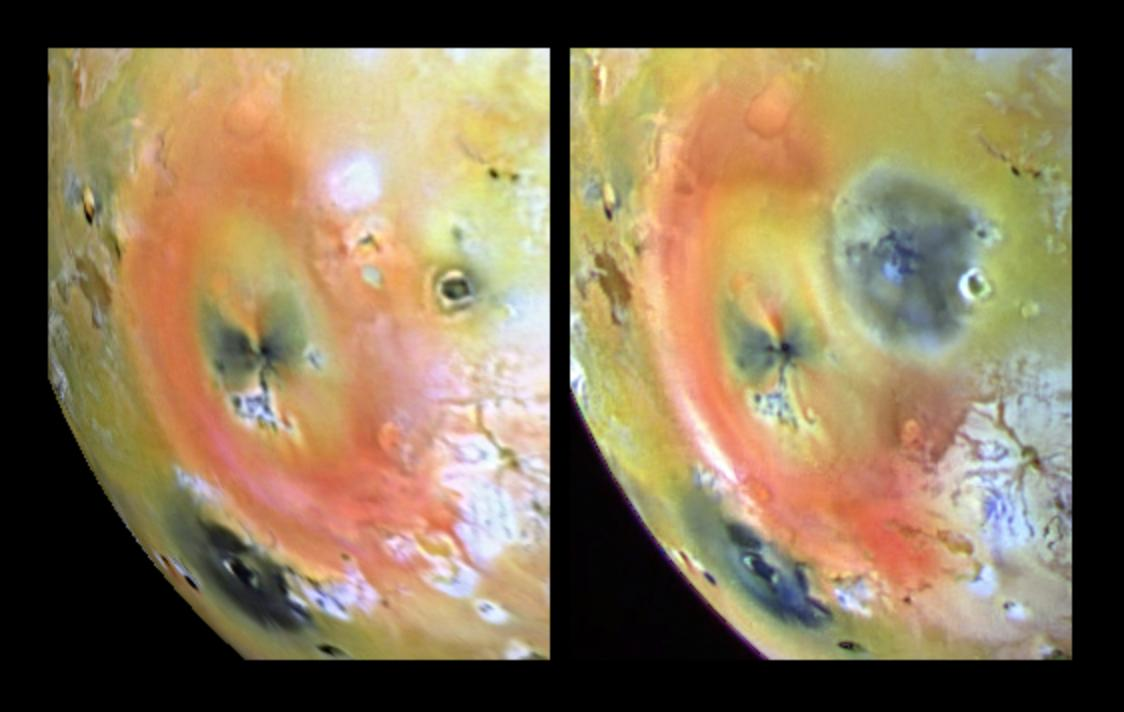
Hai hình chụp bởi tàu Galileo cho thấy các tác động của một vụ phun trào kiểu nổ tại Pillan Patera năm 1997.

## Các cột khói

Hoạt hình ghép từ các ảnh chụp của New Horizons cho thấy núi lửa Tvashtar ở Io đang phun vật liệu lên độ cao tới 330 km.